# Список умерших в 560 году

## Февраль
- 9 февраля — Тейло, валлийский святой, монах и епископ Лландафа.

## Июнь
- 8 июня — Медард Нуайонский, католический и православный святой, епископ Нуайона, святитель.

## Сентябрь
- 7 сентября — Хлодоальд, третий и младший сын короля Хлодомира и его супруги Гунтеки.

## Декабрь
- Храмн, король франков (555—560).

## Дата смерти неизвестна или требует уточнения
- Артелая, святая из Беневенто.
- Глаппа, король Берниции (559—560).
- Зосима Палестинский, преподобный, иеромонах, авва палестинский, отшельник.
- Имерий, святой епископ Амелии.
- Кинрик, король Уэссекса (534—560).
- Мелиодас ап Фелек, правитель Лионессе (525—560) и Корнубии (550-е—560).
- Мин-ди, император Китайской/Сяньбийской династии Северная Чжоу (559—560).
- Святой Сенан, игумен из Скаттери, святой Католической церкви.
- Симпликий, античный философ-неоплатоник, представитель Афинской школы неоплатонизма.
- Торисвинт, король гепидов (ок.548—560).
- Шрештхаварман II, полуисторический-полулегендарный правитель Ченлы (555—560).
- Элифер ап Эйнион, правитель королевства Эбрук (505—560).